# Beauty (film, 2022)
A Beauty 2022-ben bemutatott amerikai filmdráma, melyet Lena Waithe forgatókönyvéből Andrew Dosunmu rendezett. A főszerepben Gracie Marie Bradley, Niecy Nash, Giancarlo Esposito és Sharon Stone látható.
A film premierje a 2022-es Tribeca Filmfesztiválon volt. 2022. június 29-én jelent meg a Netflixen.

## Cselekmény
Beauty tehetséges fiatal fekete nő, aki énekesnő szeretne lenni. Kap egy zenei szerződést, de a szülei nem biztosak benne, hogy készen áll-e mindarra, amit a hírnév kínál. Édesanyja, aki maga is énekesnő, de soha nem ért el kereskedelmi sikert, megpróbálja megvédeni őt a kapzsi zeneipartól. Az apja azonban úgy tekint rá, mint egy fejőstehénre. Jasmine, a barátnője az, aki a leginkább aggódik érte: felhívja a figyelmét arra, hogy apja manipulálja. Azt is elmondja, hogy fél, hogy a kapcsolatuk megromolhat, ha Beauty híres lesz. Azt tanácsolja neki, hogy fogadjon ügyvédet, aki átnézheti a szerződést.
Később Beauty ügyvéddel való konzultáció nélkül aláírja a szerződést, mivel azt hallja az apjától, hogy ha most nem teszi meg, akkor szégyent hoz rá. Miután Beauty aláír a Colony Records-szal, újabb nézeteltérések áradata kezdődik közte és a családja között. Jasmine eközben sehol sincs. Beauty elárulja az anyjának, hogy hiába próbált kapcsolatba lépni barátnőjével, nem járt sikerrel. Anyja meghallgatja, és  beszélgetést folytat vele a személyes boldogságáról. Az apja azonban azt akarja, hogy Jasmine elmenjen. Megkéri a testvéreit, hogy részegítsék le, és győzzék meg, de a testvérei csak összevesznek.
Egy drogdíler megtámadja Jasmine-t egy kocsma hátsó részében. Beauty meglátogatja a kórházban, ahol őszintén beszélnek az érzéseikről. A két lány úgy dönt, hogy együtt másik városba költöznek. Beauty lemezkiadójától értesül arról, hogy a feketék részéről kritikák érik. A kiadónál úgy vélik, hogy az igazi siker eléréséhez több piacot is meg kell szólítania a nőnek. Elmagyarázza, hogy ő csak énekelni tud, de a lemezkiadó munkatársa győzködni, mondván úgy nem lehet szupersztár, ha magát adja.
A két lány románca eközben nem nyilvános: Beauty felettese azt mondja, hogy őt ugyan nem érdekli, hogy a négy fal között mit csinálnak, de javasolja, hogy kapcsolatukat titkolják, hiszen ez az ő érdekük. Beauty arra kéri Jasmine-t, hogy a nyilvánosság előtt tartsa titokban a kapcsolatukat. Bár a táncolás nehezére esik, Beauty csodálatosan énekel a stúdióban. Még az anyjával is közelebb kerülnek egymáshoz, amikor az anyja vokálokkal segít Beauty dalait.
A lánynak egy, a hangos zene miatt akadékoskodó szomszéddal is meggyűlik a baja. Hogy kihúzza magát a helyzetből, Beauty flörtöl a férfival. Erről aztán Jasmine is tudomást szerez, de kimagyarázza magát, csak egy problémázó szomszédnak állítja be a férfit.
Felmerül, hogy Beauty-t egy talk showba fogják meghívni, ahol lehetősége lesz előadni. Mivel első albuma még nincs kész, valaki más dalát kell, hogy előadja, és a Somewhere Over the Rainbow című dalt kérik tőle, amely inkább a fehér, mint a fekete lakosság számára lehet vonzó.
Beauty-t a testvére tájékoztatja arról, hogy az apjuk súlyos beteg, még szívrohama is volt. Hazautazik, édesapját meglátogatja a kórházban, akitől bocsánatot kért, hogy nem jött haza hamarabb, és mély beszélgetésbe kezdenek. Apja követelőző lesz, a profitok egy részét kéri azért cserébe, hogy kialkudta a szerződést. Beauty nem enged, megsértődik, és össze is vesznek.
A talk showban varázslatosan fest a lány. A művésztársalgóban egyszer csak feltűnik a szomszéd, aki Sammy néven mutatkozik be. Miután a férfi elment, Jasmine megkérdezi, hogy ő mégis miért lett meghívva, Beauty pedig megnyugtatja barátnőjét.
A műsor kezdődik; Beauty pedig megannyi érzéssel lép fel a színpadra, tudva, hogy mindenkinek felforgatta az életét magakörül.

## Szereplők
| Szerep           | Színész              |
| ---------------- | -------------------- |
| Beauty           | Gracie Marie Bradley |
| Beauty édesanyja | Niecy Nash           |
| Jasmine          | Aleyse Shannon       |
| Beauty édesapja  | Giancarlo Esposito   |
| Abel             | Kyle Bary            |
| Cain             | Micheal Ward         |
| menedzser        | Sharon Stone         |

## Fogadtatás
A Rotten Tomatoes weboldalon a Beauty 7 értékelés alapján 29%-ot ért el, és 5 pontot szerzett a tízből.  Nagyrészt negatív kritikákat kapott az amerikai sajtóban. A Los Angeles Times egyenesen kiábrándítónak nevezte.